# A Spaniard in the Works
A Spaniard in the Works é um livro de John Lennon, publicado originalmente em 24 de junho de 1965. Consiste em histórias sem sentido e desenhos similares ao estilo de seu livro anterior, In His Own Write, de 1964. O nome é um trocadilho com a expressão inglesa "a spanner in the works".
As vendas deste livro foram inferiores ao de seu antecessor, com 100 mil cópias vendidas nos três primeiros meses após seu lançamento.